# Лунвож (приток Пожега)
Лунвож (устар. Лун-Вож) — река в России, протекает по Республике Коми. Вместе с рекой Войвож образует реку Пожег. Длина реки составляет 33 км.

## Данные водного реестра
По данным государственного водного реестра России относится к Двинско-Печорскому бассейновому округу, водохозяйственный участок реки — Вычегда от города Сыктывкар и до устья, речной подбассейн реки — Вычегда. Речной бассейн реки — Северная Двина.
Код объекта в государственном водном реестре — 03020200212103000022330.